# الكسندر بي ستيوارت
الكسندر بي ستيوارت (بالإنجليزية: Alexander P. Stewart)‏ هو أستاذ جامعي أمريكي، ولد في 2 أكتوبر 1821 في روجرزفيل في الولايات المتحدة، وتوفي في 30 أغسطس 1908 في بيلوكسي في الولايات المتحدة.